# Wilke Zierden

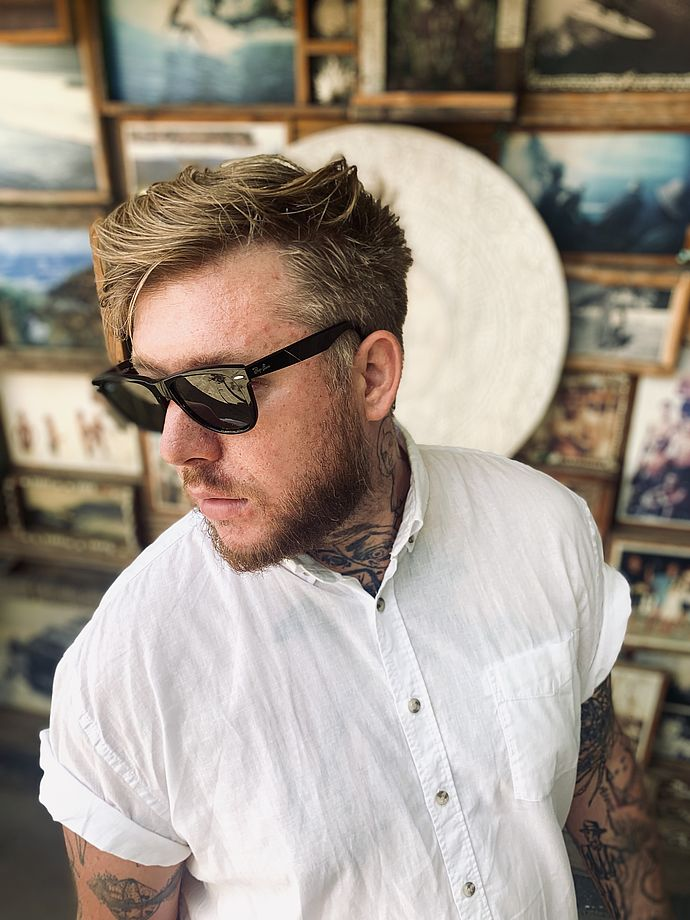
Wilke Zierden (2019)

Wilke Zierden (* 12. Juni 1987 in Leer) ist ein deutscher Webvideoproduzent. Im Jahr 2019 erhielt er zusammen mit Udo Tesch die Goldene Henne in der Kategorie „Onlinestars“ für deren gemeinsames YouTube-Format Udo und Wilke. Im November 2020 erschien erstmals die Reality-Doku-Soap Wilkes Welt – Ohne Plan zum Traumhaus beim Fernsehsender VOX.

## Leben
Zierden wuchs in Westoverledingen auf und besuchte dort das Schulzentrum Collhusen. 2013 begann er eine Ausbildung zum Tätowierer, die er jedoch für seine Tätigkeit im Internet abbrach. Im Jahr 2017 startete er zusammen mit Udo Tesch den YouTube-Kanal Udo und Wilke. Zwei Jahre später erhielten die beiden für ihre Videos die Goldene Henne in der Kategorie „Onlinestars“. Sein zweites Youtube-Format Mein Fehnhaus, Fiete & Ich gibt es seit April 2020. Im Jahr 2020 wurde er für den Goldene Kamera Digital Award in der Kategorie „Best Newcomer“ nominiert. Mit Wilkes Welt – Ohne Plan zum Traumhaus startete am 15. November 2020 Zierdens erstes Fernsehformat beim Sender Vox. Am 18. Dezember 2020 erschien bei Summerfield Records ein Schlager-Song von „Udo Mc Muff“, aufgenommen von Zierden, Tesch und weiteren Mitwirkenden seiner YouTube-Videos sowie Kreisligalegende und Ikke Hüftgold.

## YouTube-Kanäle und Fernsehen

### Wilke Zierden
Gemeinsam mit Udo Tesch, dem Platzwart des SuS Steenfelde, einem Sportverein in Westoverledingen, startete Zierden den Youtube-Kanal Wilke Zierden, auf dem er Videos unter dem Titel Udo & Wilke publiziert. Die Videos handeln davon, dass Wilke seinen Freund Udo bei der Arbeit sabotiert. Unter dem Motto „Ein Dorf, ein Verein“ unterstützen Udo und Wilke neben ihren Videos den Sportverein zusätzlich mit unterschiedlichen Aktionen und Spendenaufrufen. Die beiden nutzen ihre Plattform auch, um dem Projekt Villa for Kids Life beim Aufbau eines Waisenhauses in Ghana zu helfen.

### Mein Elternhaus, Ostfriesland & Ich
Im April 2020 begann Zierden einen zweiten Youtube-Kanal, in dem er seinen Abonnenten zeigt, wie er zusammen mit seinem Hund Fiete sein eigenes Fehnhaus in Ostfriesland von Grund auf saniert.
Im Februar 2023 lud Zierden auf dem Kanal ein Video hoch, in welchem er mitteilte, dass es sich auf dem Kanal Mein Fehnhaus, Fiete & Ich, welcher nun Mein Elternhaus, Ostfriesland und Ich heißt, um den Umbau seines Elternhauses dreht.

### Wilkes Welt – Ohne Plan zum Traumhaus
Seit Mai 2020 baut Zierden sein Fehnhaus eigenständig um und erfüllt sich mit dem Landhaus im Ostfriesenstil einen Kindheitstraum. Mit der Reality-Doku-Soap „Wilkes Welt – Ohne Plan zum Traumhaus“ wurde der Umbau in Zusammenarbeit mit dem Fernsehsender VOX begleitet. Ausgestrahlt wurden die vier Folgen ab 15. November 2020. In der vierten und letzten Folge der Reality-Doku-Soap ist zu sehen, dass seine Freundin Freya mit in das Fehnhaus eingezogen ist.

### Im Büro
Auf diesem YouTube-Kanal begleitete Wilke Zierden mit der Kamera die Arbeit im Unternehmen „Ron Johanning Innenausbau GmbH“ aus Barßel mit der Kamera. Der Fokus lag dabei auf der Arbeit im Büro, insbesondere wird dabei der Geschäftsführer des Unternehmens, Ron Johanning, bis zu dessen Insolvenz im Juni 2024 begleitet.

## Musik
2020: Eine Muh, eine Mäh – Udo Mc Muff, Kreisligalegende, Ikke Hüftgold
Unter dem Künstlernamen Udo Mc Muff nahmen Zierden und Tesch zusammen mit den Schlagersängern Kreisligalegende und Ikke Hüftgold den Schlager-Song Eine Muh, eine Mäh auf. Die textlich und musikalisch stark abgewandelte Version des Weihnachtslieds von Wilhelm Lindemann erschien 2020 zur Weihnachtszeit. Der Song erreichte Platz 53 der deutschen Singlecharts. Die Einnahmen gehen an das Hospizhuus in Leer.

## Hörbücher
- 2018: Wird jetzt auch wieder Zeit für Ostfriesland: Ein Kalifornienroadtrip mit extra viel „Äh“, „Hä?“ und „Wie war das noch?“

## Preise
- 2019 – Goldene Henne in der Kategorie „Onlinestars“
- 2020 – Nominierungen für die Goldene Kamera Digital Award in der Kategorie „Best Newcomer“